# Robert Bechinie
Robert Bechinie (* 10. April 1920 in Wien; † 13. Mai 1982 ebenda) war ein österreichischer Politiker (SPÖ) und Steuerberater. Er war von 1959 bis 1962 Abgeordneter zum österreichischen Nationalrat.
Bechinie besuchte von 1926 bis 1930 die Volksschule und von 1930 bis 1938 das Bundesrealgymnasium in Wien-Josefstadt. Er legte 1938 die Matura ab und studierte von 1940 bis 1944 an der Hochschule für Welthandel Wien. Seit März 1938 war er zeitweise in der SA. 1941 legte er die Diplomprüfung und 1944 die Promotion ab und studierte im Anschluss von 1944 bis 1946 Rechtswissenschaften an der Universität Wien. 1944 machte er die Buchprüferprüfung, zudem absolvierte er die Dolmetschprüfung für Französisch an der Universität Wien
und 1949 die Wirtschaftsprüferprüfung. Bechinie war ab 1941 als Buchhalter tätig und arbeitete zwischen 1941 und 1945 als Revisor einer Wirtschaftsprüfungsgesellschaft. Zudem war er beruflich als gerichtlich beeideter Buchsachverständiger und beeideter Gerichtsdolmetsch für Französisch tätig. 
Bechinie war ab 1946 Vorstandsmitglied der Kammer der Wirtschaftstreuhänder. Zudem wirke er als Vorstandsmitglied der Union Européenne des Experts Comptables Economiques et Financiers in Paris und Vorstandsmitglied der International Fiscal Association in Den Haag. Er vertrat die SPÖ vom 9. Juni 1959 bis zum 14. Dezember 1962 im Nationalrat. 
Nach seinem Tod wurde Bechinie am 24. Mai 1982 am Döblinger Friedhof bestattet. 